# Ancilita

Ancilita é um grupo de minerais de carbonato de estrôncio hidratados contendo cério, lantânio e pequenas quantidades de outros elementos de terras raras. A fórmula química é Sr(CeLa(CO3)2(OH)·H2O com ancilita-Ce enriquecida em cério e ancilita-La em lantânio. 
Ancilita foi descrita pela primeira vez em 1899 para uma ocorrência no pegmatito Narsarsuk no oeste da Groenlândia e nomeada do grego clássico:αυκιλος para curvado em referência à sua forma de cristal arredondada ou distorcida.